# 基辅的奥莉加
基辅的奥莉加（890年至925年間—969年7月11日），基辅罗斯女政治家，基辅大公伊戈尔的夫人，斯维亚托斯拉夫·伊戈列维奇大公的母亲和摄政（945年—957年）。

## 事迹
一般认为奥莉加具有瓦良格（即维京人）血统，而奧莉加其名於瓦良格人通用的古诺斯语之形式，大概就是“Helga”。据信她出生于普斯科夫，並约在903年，嫁给了未来的大公、留里克之子伊戈尔。古史書《往年紀事》记载奥莉加的出生日期為879年；然而對照其子斯维亚托斯拉夫·伊戈列维奇的相關資料，则這是相当不可能的。因為那样的话，斯维亚托斯拉夫·伊戈列维奇出生时她已经有65岁了。
910年代左右，奧莉加的丈夫伊戈爾經過長年征戰，統轄眾部落與大片領土，建立起古罗斯国家的雏形。945年，伊戈爾外出索贡巡行时，因企图征取双倍的贡赋，於伊斯科罗斯坚一地为德列夫利安人所杀。德列夫利安人为避免遭羅斯國报复，向奥莉加派来两名使者，建议她嫁给他们的首领马尔公爵。奥莉加下令处死了这两个使者，随后对德列夫利安人进行了残酷的报复。她下令屠杀近5000名德列夫利安人，摧毁他们的聚居地，据说她甚至把俘虏烫死。946年奥莉加烧毁了德列夫利安人的城市伊斯科罗斯坚，因为伊戈尔死于该城附近。根据一个真实性不能确定的故事，奥莉加要求每个德列夫利安人家庭上缴一只鸽子，然后下令将燃烧物绑在鸽子的腿上，再将它们放飞回去。结果每个德列夫利安人的房子都被这些“燃烧弹”焚毁了。
奥莉加是其子斯维亚托斯拉夫·伊戈列维奇大公年幼时的摄政。在斯维亚托斯拉夫成年后，奥莉加仍然是基辅罗斯的实际统治者，因为斯维亚托斯拉夫几乎一生都率领亲兵在外远征。为避免因任意索取贡赋激化与人民的矛盾，奥莉加制定了古代罗斯最早的征收贡赋的标准，并且建立了固定的税区。
奥莉加是第一个皈依基督教的罗斯统治者。为加强与拜占庭帝国的联系（罗斯与拜占庭的关系始于911年奥列格对拜占庭的远征），奥莉加于955年（此为俄国编年史所载日期；拜占庭方面的文献则记载为957年）前往帝都君士坦丁堡。她在那里受洗成为一名基督教徒，并得到一个基督教名字叶莲娜（Елена，源自于当时拜占庭帝国皇后海伦娜·拉卡平娜的名字）。这次来访在拜占庭皇帝君士坦丁七世的著作《De Ceremoniis》中有详细记载。但她在回国后，并没有兑现向拜占庭提供军事援助的承诺。根据不确定的记载，奥莉加也曾与神圣罗马帝国皇帝奥托一世也建立过联系。
968年，奥莉加与她的三个孙子（亚罗波尔克·斯维亚托斯拉维奇，奥列格·斯维亚托斯拉维奇和弗拉基米尔·斯维亚托斯拉维奇）一起被突厥游牧部落佩切涅格人围困在基辅（佩切涅格人受到拜占庭政府的唆使），后来其子斯维亚托斯拉夫从保加利亚带兵返回才得以解围。
奥莉加在罗斯传播了基督教信仰。虽然她没能使自己的儿子斯维亚托斯拉夫皈依基督教（但她说服斯维亚托斯拉夫不在她死后为她举行异教的入葬仪式），其孙弗拉基米尔在罗斯实行彻底基督教化（即罗斯受洗）的政策却極有可能受到了她的影响。奥莉加為俄罗斯正教会最早追认的圣人之一，而今日俄羅斯滨海边疆区的奧莉加區及其首府奧莉加亦以之為名。

## 家庭

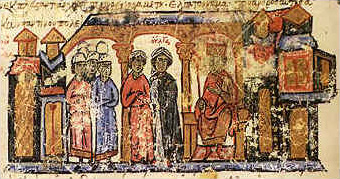
奥莉加和她的侍从在君士坦丁堡

- 奥莉加和她的侍从在君士坦丁堡丈夫：伊戈尔·留里科维奇，基辅大公，约903年结婚
- 子女：

1. 格列布·伊戈列维奇
2. 弗拉季斯拉夫·伊戈列维奇
3. 斯维亚托斯拉夫·伊戈列维奇，基辅大公

## 備注
1. ↑  烏克蘭語：，羅馬化：Olha
白俄羅斯語：，羅馬化：Volha
俄語：，羅馬化：Olga

### 資料
1. ↑  Клосс, Борис. . Litres. 15 May 2022: 55–60  [2024-05-02]. ISBN 978-5-04-107383-1. （原始内容存档于2023-07-23） （俄语）.

### 文獻
- 苏联历史大百科全书·人物卷，1961—1973
- Шикман А.П. Деятели отечественной истории. Биографический справочник. Москва, 1997 г.